# Oeax ugandae
Oeax ugandae là một loài bọ cánh cứng trong họ Cerambycidae.